# Introverzija
Analitičar Carl Gustav Jung je pojam introverzija prvi put objavio u jednom svom ranom djelu (O konfliktima dječje duše 1910. god.) da bi njime definirao okretanje libida ka unutrašnjoj strani, čime se, za razliku od ekstraverzije, izražava negativan odnos subjekta prema objektu. Pojam je dvije godine kasnije bio prihvaćen i od Freuda.
Interes u introverziji se ne kreće prema objektu, nego se povlači prema subjektu. Kada je modalitet introverzije udomaćen, Jung govori o introvertnom tipu.    

## Introvertni tip
U stavu svijesti introvertnog tipa udomaćen je modalitet po kojemu za objektivne uvjete odabire kao presudnu subjektivnu determinantu. Koliko je svijest introvertnog subjektivizirana toliko svjesno ja dobiva značaj koji mu ne pripada, ako je ja uzelo pravo na subjekt, onda prirodno, radi kompenzacije (izjednačenja, zamjene) nastaje nesvjesno pojačanje utjecaja objekta. Jung razlikuje četiri karakterne vrste introvertnih tipova, to su:
- Introvertni misleni tip
- Introvertni osjećajni tip
- Introvertni osjetni (senzitivni) tip
- Introvertni intuitivni tip